# Les bessones del mal
 Les bessones del mal (títol original en anglès: Twins of Evil) és una pel·lícula fantàstica de John Hough del 1971. És el tercer i últim film de la Comtessa Mircalla Karnstein dirigida per l'estudi Hammer Films. Va ser precedida de Lust for a Vampire i de The Vampire Lovers. Dràcula no hi apareix. Ha estat doblada al català.

## Argument
A l'Europa de l'Est del segle XIX: les germanes Gellhorn, són òrfenes i han estat recollides pel seu oncle, un purità membre d'una secta de fanàtics caçadors de bruixes. No lluny d'allà, viu el comte Karnstein, depravat i adorador del diable. Una de les germanes, Maria, s'escandalitza amb l'aristòcrata mentre l'altra, Frieda, té una certa fascinació pel llibertí.

## Repartiment
- Peter Cushing: Gustav Weil
- Kathleen Byron: Katy Weil
- Mary Collinson: Maria Gellhorn
- Madeleine Collinson: Frieda Gellhorn
- David Warbeck: Anton Hoffer
- Damien Thomas: Comte Karnstein
- Katya Wyeth: Comtessa Mircalla
- Roy Stewart: Joachim
- Isobel Black: Ingrid Hoffer
- Harvey Hall: Franz
- Alex Scott: Hermann
- Dennis Price: Dietrich
- Inigo Jackson: Woodman
- Judy Matheson: La filla de Woodman
- Luan Peters: Gerta
- Maggie Wright: Alexa
- Peter Thompson: Gaoler